# Rumen Trifonow
Rumen Trifonow (ur. 21 lutego 1985 w Kozłoduju) – bułgarski piłkarz występujący na pozycji obrońcy lub pomocnika.